# Seemannia nematanthodes
Seemannia nematanthodes är en tvåhjärtbladig växtart som först beskrevs av Carl Ernst Otto Kuntze, och fick sitt nu gällande namn av Karl Moritz Schumann. Seemannia nematanthodes ingår i släktet Seemannia och familjen Gesneriaceae. Inga underarter finns listade i Catalogue of Life.